# Trachurus trachurus
O Trachurus trachurus, vulgarmente conhecido como carapau ou chicharro, é um peixe teleósteo perciforme azulado da família dos carangídeos. Com um comprimento que pode chegar aos quarenta centímetros, o carapau tem corpo fusiforme.
É bastante comum no Oceano Atlântico a partir do norte da costa do Senegal até à Islândia e por todo o Mar Mediterrâneo.

## Descrição
Possui escamas, corpo alongado e comprimido, perfil superior da cabeça arredondado.
A coloração do dorso varia do azul esverdeado ao cinza e os flancos e ventre são prateados ou dourados; apresenta uma mancha preta na parte superior do opérculo. É uma espécie costeira, vive em baías, costões e nas proximidades das ilhas. Os cardumes ocorrem desde a superfície até próximo ao fundo.

## Captura em Portugal
O carapau é a terceira espécie mais capturada na costa portuguesa, tendo as capturas estabilizado, em torno das 10.000 toneladas, há alguns anos.
É no segmento de pesca do arrasto, que o carapau prevalece como maior captura, nas zonas Norte, Centro e Algarve.
Em contrapartida, o carapau-negrão, cujos desembarques anuais já superam as 3.000 toneladas, teve uma boa valorização no preço. Em 2009, chegou pela primeira vez  aos 0,50€/kg.